# Championnat de Belgique de football de deuxième division 1933-1934
Navigation
saison précédente saison suivante
Cette page présente la vingtième édition du championnat  Division 1 (D2) belge.
À la fin de cette saison, le White Star Woluwé AC retrouve la Division d'Honneur pour la 2e fois, neuf saisons, dont une passée au 3e niveau, après son premier séjour.
Dans l'autre série, avec une forte connotation anversoise vu que 8 des 14 équipes viennent de la Province d'Anvers, le descendant Berchem s'impose en surclassement devant un quatuor composé des deux clubs de Borgerhout et des deux clubs de Turnhout. Les six premières places sont occupées par six des huit équipes anversoises présentes.
Deux des quatre promus, le CS St-Josse et Wallonia Association Namur, sont relégués au terme de la compétition.

## Clubs participants
Vingt-huit clubs prennent part à cette édition, soit le même nombre que la saison précédente. Les équipes sont réparties en deux séries de 14 formations.

### Série A
| #  | Nom                                       | Mat. | Ville        | Stades               | En D2 depuis    | Total en D2 | S. précédente      |
| -- | ----------------------------------------- | ---- | ------------ | -------------------- | --------------- | ----------- | ------------------ |
| 1  | Royal Football Club Brugeois              | 3    | Bruges       | De Klokke            | 1933-1934 (1re) | 2 saisons   | Div. d'Honneur 13e |
| 2  | Association Royale Athlétique La Gantoise | 7    | Gentbrugge   | Jules Ottenstadion   | 1929-1930 (5e)  | 9 saisons   | 2e Série A         |
| 3  | Royal Club Sportif Verviétois             | 8    | Verviers     | ??                   | 1931-1932 (3e)  | 11 saisons  | 11e Série B        |
| 4  | Royal Uccle Sport                         | 15   | Uccle        | rue de Neerstalle ?? | 1923-1924 (11e) | 16 saisons  | 11e Série A        |
| 5  | Royal Stade Louvaniste                    | 18   | Louvain      | ??                   | 1931-1932 (3e)  | 15 saisons  | 12e Série B        |
| 6  | Royal Sporting Club Anderlechtois         | 35   | Anderlecht   | stade Emile Versé    | 1931-1932 (3e)  | 9 saisons   | 5e Série A         |
| 7  | Royal Football Club Renaisien             | 46   | Renaix       | Parc Lagache         | 1931-1932 (3e)  | 3 saisons   | 7e Série A         |
| 8  | White Star Woluwé Athletic Club           | 47   | Woluwe-St-L. | rue de Kelle         | 1931-1932 (3e)  | 10 saisons  | 3e Série A         |
| 9  | Koninklijke Sportvereniging Blankenberge  | 48   | Blankenberge | ??                   | 1932-1933 (2e)  | 4 saisons   | 8e Série A         |
| 10 | Cercle Sportif La Forestoise              | 51   | Forest       | stade communal       | 1927-1928 (7e)  | 11 saisons  | 12e Série A        |
| 11 | Association Sportive Ostendaise           | 53   | Ostende      | Albertpark           | 1931-1932 (3e)  | 7 saisons   | 9e Série A         |
| 12 | Club Sportif de Schaerbeek                | 55   | Schaerbeek   | Parc Josaphat        | 1930-1931 (4e)  | 6 saisons   | 7e Série A         |
| 13 | Racing Club Tirlemont                     | 132  | Tirlemont    | ??                   | 1931-1932 (3e)  | 3 saisons   | 7e Série B         |
| 14 | Cercle Sportif Saint-Josse                | 83   | Saint-Josse  | ??                   | 1933-1934 (1re) | 1 saison    | 1re Promotion A    |

### Localisations Série A
| \| Bruxelles · R. Uccle Sport · SC Anderlechtois · White Star AC · CS La Forestoise · CS Saint-Josse · CS Schaerbeek SV Blankenberge AS Ostendaise FC Brugeois La Gantoise Bruxelles St. Louvaniste RC Tirlemont FC Renaisien CS Verviétois \| Localisation des clubs engagés en Division 1A 1933-1934 |
| Bruxelles · R. Uccle Sport · SC Anderlechtois · White Star AC · CS La Forestoise · CS Saint-Josse · CS Schaerbeek SV Blankenberge AS Ostendaise FC Brugeois La Gantoise Bruxelles St. Louvaniste RC Tirlemont FC Renaisien CS Verviétois                                                               |

### Série B
| #  | Nom                                  | Mat. | Ville      | Stades                     | En D2 depuis    | Total en D2 | S. précédente      |
| -- | ------------------------------------ | ---- | ---------- | -------------------------- | --------------- | ----------- | ------------------ |
| 1  | Royal Berchem Sport                  | 28   | Berchem    | Het Rooi                   | 1933-1934 (1re) | 5 saisons   | Div. d'Honneur 14e |
| 2  | Royal Football Club Liègeois         | 4    | Rocourt    | stade Vélodrome de Rocourt | 1924-1925 (10e) | 17 saisons  | 2e Série B         |
| 3  | Royal Football Club Sérésien         | 17   | Seraing    | stade du Pairay            | 1931-1932 (3e)  | 5 saisons   | 4e Série B         |
| 4  | Boom Football Club                   | 58   | Boom       | ??                         | 1931-1932 (3e)  | 9 saisons   | 8e Série B         |
| 5  | Tubantia Football Athletic Club      | 64   | Borgerhout | Rivierenhof                | 1932-1933 (2e)  | 4 saisons   | 6e Série A         |
| 6  | Royale Union Hutoise Football Club   | 76   | Huy        | ??                         | 1932-1933 (2e)  | 2 saisons   | 9e Série B         |
| 7  | Racing Club Borgerhout               | 84   | Borgerhout | ??                         | 1931-1932 (3e)  | 3 saisons   | 4e Série A         |
| 8  | Football Club Turnhout               | 148  | Turnhout   | ??                         | 1932-1933 (2e)  | 8 saisons   | 6e Série B         |
| 9  | Stade Waremmien Football Club        | 190  | Waremme    | ??                         | 1932-1933 (2e)  | 2 saisons   | 5e Série B         |
| 10 | Turnhoutsche Sportkring Hand-in-Hand | 210  | Turnhout   | ??                         | 1931-1932 (3e)  | 3 saisons   | 3e Série B         |
| 11 | Sportkring Hoboken                   | 285  | Hoboken    | ??                         | 1931-1932 (3e)  | 3 saisons   | 10e Série B        |
| 12 | Cappellen Football Club              | 43   | Kapellen   | ??                         | 1933-1934 1re   | 1 saison    | 1re Promotion B    |
| 13 | Wallonia Association Namur           | 173  | Namur      | ??                         | 1933-1934 1re   | 1 saison    | 1re Promotion C    |
| 14 | Patria Football Club Tongres         | 71   | Tongres    | ??                         | 1933-1934 1re   | 1 saison    | 1re Promotion D    |

### Localisations Série B
| \| Anvers · R. Berchem Sport · Cappellen FC · Tubantia FAC · RC Borgerhout · SK Hoboken Anvers Boom FC FC Turnhout Turnhoutsche SK Patria FC Tongres R. FC Liégeois R. FC Sérésien St. Waremmien Union Hutoise Wallonia Namur \| Localisation des clubs engagés en Division 1B 1933-1934 |
| Anvers · R. Berchem Sport · Cappellen FC · Tubantia FAC · RC Borgerhout · SK Hoboken Anvers Boom FC FC Turnhout Turnhoutsche SK Patria FC Tongres R. FC Liégeois R. FC Sérésien St. Waremmien Union Hutoise Wallonia Namur                                                               |

### Localisation des clubs anversois
Les 5 clubs anversois sont:
(3) R. Berchem Sport (B)
(4) Tubantia FAC (B)
(8) SK Hoboken (B)
(16) Cappellen FC (B)
RC Borgerhout (B)

### Localisation des clubs bruxellois
Les 6 cercles bruxellois sont :
(6) R. SC Anderlechtois (A)
(8) CS La Forestoise (A)
(9) R. Uccle Sport (A)
(12) CS Schaerbeek (A)
(13) CS St-Josse (A)
(14) White Star AC (A)

## Classements
- Le nom des clubs est celui employé à l'époque

Légende
- Champion & Promu en Division d'Honneur
- clubs relégué en Promotion (D3)

Abréviations
 : Relégué de Division d'Honneur 1932-1933
 : Promus de Promotion 1932-1933

### Division 1 A
| Rang | Équipe               | Pts | J  | G  | N | P  | Bp | Bc | Diff |
| ---- | -------------------- | --- | -- | -- | - | -- | -- | -- | ---- |
| 1    | WHITE STAR WOLUWE AC | 41  | 26 | 19 | 3 | 4  | 86 | 41 | +45  |
| 2    | RC Tirlemont         | 38  | 26 | 19 | 0 | 7  | 65 | 43 | +22  |
| 3    | R. FC Brugeois       | 34  | 26 | 16 | 2 | 8  | 62 | 37 | +25  |
| 4    | R. SC Anderlechtois  | 32  | 26 | 14 | 4 | 8  | 64 | 33 | +31  |
| 5    | R. FC Renaisien      | 26  | 26 | 11 | 4 | 11 | 56 | 61 | -5   |
| 6    | K. SV Blankenberge   | 26  | 26 | 12 | 2 | 12 | 54 | 56 | -2   |
| 7    | CS Schaerbeek        | 26  | 26 | 12 | 2 | 12 | 46 | 48 | -2   |
| 8    | ARA La Gantoise      | 25  | 26 | 12 | 1 | 13 | 59 | 53 | +6   |
| 9    | AS Ostendaise        | 22  | 26 | 9  | 4 | 13 | 43 | 63 | -20  |
| 10   | R. CS Verviétois     | 22  | 26 | 10 | 2 | 14 | 65 | 66 | -1   |
| 11   | CS La Forestoise     | 20  | 26 | 6  | 8 | 12 | 50 | 64 | -14  |
| 12   | R. Uccle Sport       | 20  | 26 | 10 | 0 | 16 | 47 | 68 | -21  |
| 13   | R. Stade Louvaniste  | 17  | 26 | 8  | 1 | 17 | 48 | 94 | -46  |
| 14   | CS St-Josse          | 15  | 26 | 5  | 5 | 16 | 36 | 54 | -18  |

### Division 1 B
| Rang | Équipe                     | Pts | J  | G  | N | P  | Bp | Bc  | Diff |
| ---- | -------------------------- | --- | -- | -- | - | -- | -- | --- | ---- |
| 1    | R. BERCHEM SPORT           | 42  | 26 | 18 | 6 | 2  | 85 | 40  | +45  |
| 2    | RC Borgerhout              | 31  | 26 | 13 | 5 | 8  | 75 | 63  | +12  |
| 3    | Tubantia FAC               | 31  | 26 | 14 | 3 | 9  | 72 | 50  | +22  |
| 4    | FC Turnhout                | 30  | 26 | 13 | 4 | 9  | 62 | 49  | +13  |
| 5    | Turnhoutse SK HIH          | 29  | 26 | 11 | 7 | 8  | 53 | 53  | 0    |
| 6    | Boom FC                    | 29  | 26 | 12 | 5 | 9  | 47 | 48  | -1   |
| 7    | R. FC Sérésien             | 29  | 26 | 14 | 1 | 11 | 56 | 44  | +12  |
| 8    | Stade Waremmien FC         | 28  | 26 | 13 | 2 | 11 | 83 | 62  | +21  |
| 9    | Cappellen FC               | 23  | 26 | 8  | 7 | 11 | 49 | 48  | +1   |
| 10   | SK Hoboken                 | 23  | 26 | 9  | 5 | 12 | 51 | 59  | -8   |
| 11   | R. FC Liégeois             | 22  | 26 | 7  | 8 | 11 | 52 | 60  | -8   |
| 12   | Patria FC Tongres          | 22  | 26 | 10 | 2 | 14 | 60 | 69  | -9   |
| 13   | R. Union Hutoise FC        | 17  | 26 | 6  | 5 | 15 | 47 | 71  | -24  |
| 14   | Wallonia Association Namur | 8   | 26 | 3  | 2 | 21 | 30 | 106 | -76  |

## Déroulement de la saison

### Résultats des rencontres - Série A
| Résultats (▼dom., ►ext.)                                   | 1 | 2 | 3 | 4 | 5 | 6 | 7 | 8 | 9 | 10 | 11 | 12 | 13 | 14 |
|                                                            |   | - | - | - | - | - | - | - | - | -  | -  | -  | -  | -  |
|                                                            | - |   | - | - | - | - | - | - | - | -  | -  | -  | -  | -  |
|                                                            | - | - |   | - | - | - | - | - | - | -  | -  | -  | -  | -  |
|                                                            | - | - | - |   | - | - | - | - | - | -  | -  | -  | -  | -  |
|                                                            | - | - | - | - |   | - | - | - | - | -  | -  | -  | -  | -  |
|                                                            | - | - | - | - | - |   | - | - | - | -  | -  | -  | -  | -  |
|                                                            | - | - | - | - | - | - |   | - | - | -  | -  | -  | -  | -  |
|                                                            | - | - | - | - | - | - | - |   | - | -  | -  | -  | -  | -  |
|                                                            | - | - | - | - | - | - | - | - |   | -  | -  | -  | -  | -  |
|                                                            | - | - | - | - | - | - | - | - | - |    | -  | -  | -  | -  |
|                                                            | - | - | - | - | - | - | - | - | - | -  |    | -  | -  | -  |
|                                                            | - | - | - | - | - | - | - | - | - | -  | -  |    | -  | -  |
|                                                            | - | - | - | - | - | - | - | - | - | -  | -  | -  |    | -  |
|                                                            | - | - | - | - | - | - | - | - | - | -  | -  | -  | -  |    |
| - Victoire à domicile - Match nul - Victoire à l'extérieur |   |   |   |   |   |   |   |   |   |    |    |    |    |    |

### Résultats des rencontres - Série B
| Résultats (▼dom., ►ext.)                                   | 1 | 2 | 3 | 4 | 5 | 6 | 7 | 8 | 9 | 10 | 11 | 12 | 13 | 14 |
|                                                            |   | - | - | - | - | - | - | - | - | -  | -  | -  | -  | -  |
|                                                            | - |   | - | - | - | - | - | - | - | -  | -  | -  | -  | -  |
|                                                            | - | - |   | - | - | - | - | - | - | -  | -  | -  | -  | -  |
|                                                            | - | - | - |   | - | - | - | - | - | -  | -  | -  | -  | -  |
|                                                            | - | - | - | - |   | - | - | - | - | -  | -  | -  | -  | -  |
|                                                            | - | - | - | - | - |   | - | - | - | -  | -  | -  | -  | -  |
|                                                            | - | - | - | - | - | - |   | - | - | -  | -  | -  | -  | -  |
|                                                            | - | - | - | - | - | - | - |   | - | -  | -  | -  | -  | -  |
|                                                            | - | - | - | - | - | - | - | - |   | -  | -  | -  | -  | -  |
|                                                            | - | - | - | - | - | - | - | - | - |    | -  | -  | -  | -  |
|                                                            | - | - | - | - | - | - | - | - | - | -  |    | -  | -  | -  |
|                                                            | - | - | - | - | - | - | - | - | - | -  | -  |    | -  | -  |
|                                                            | - | - | - | - | - | - | - | - | - | -  | -  | -  |    | -  |
|                                                            | - | - | - | - | - | - | - | - | - | -  | -  | -  | -  |    |
| - Victoire à domicile - Match nul - Victoire à l'extérieur |   |   |   |   |   |   |   |   |   |    |    |    |    |    |

### Attribution du titre de «Champion de Division 1»
Ce match a une valeur honorifique.
| Date       | Equipe 1             | Equipe 2         | Score | Remarques |
| ---------- | -------------------- | ---------------- | ----- | --------- |
| ??/??/1934 | White Star Woluwé AC | R. Berchem Sport | ?-?   |           |

Note: Apparemment il semble que des "matches pour le titre" ont lieu lorsque le 2e niveau compte deux séries. Mais malhaureusement on ne retrouve pas toujours de traces fiables de ces rencontres. Le cas de figure se reproduit par la suite aux 3e puis 4e niveaux nationaux qui comptent toujours plus d'une série. Si des matches entre les champions de série sont disputés à certaines époques, le titre "d'unique" champion n'aura jamais valeur officielle et le fait de remporter une série équivaut à un titre au niveau concerné.

## Récapitulatif de la saison
- Champion A : White Star Woluwé AC (2e titre en D2)
- Champion B: R. Berchem Sport (1er titre en D2)
- Septième titre de "D2" pour la Province d'Anvers.
- Septième titre de "D2" pour la Province de Brabant.

| Région flamande (14)            | Région flamande (14) | Province de Brabant (8)      | Province de Brabant (8) | Région wallonne (6)    | Région wallonne (6) |
| ------------------------------- | -------------------- | ---------------------------- | ----------------------- | ---------------------- | ------------------- |
| Province d'Anvers               | 8                    | Région de Bruxelles-Capitale | 6                       | Province de Hainaut    | 0                   |
| Province de Flandre-Occidentale | 3                    | Province du Brabant flamand  | 2                       | Province de Liège      | 5                   |
| Province de Flandre-Orientale   | 2                    | Province du Brabant wallon   | 0                       | Province de Luxembourg | 0                   |
| Province de Limbourg            | 1                    |                              |                         | Province de Namur      | 1                   |

1. ↑  Au niveau footballistique, la province de Brabant est toujours unitaire malgré sa partition territoriale en 1995.

## Montée / Relégation
Le White Star Woluwé Athletic Club et le Royal Berchem Sport montent en Division d'Honneur.
La R. Union Hutoise FC, le R. Stade Louvaniste, le CS St-Josse et Wallonia Association Namur sont relégués en Promotion (D3) et remplacés, la saison suivante, par l'AS Herstalienne, le R. Racing FC Montegnée, VV Oude God Sport  et l'ARA Termondoise.

## Début en D2
Quatre clubs jouent pour la première fois au 2e niveau national du football belge. Ils sont les 65e, 66e, 67e et 68e clubs différents à y apparaître.
- Cappellen FC 17e club anversois différent en D2 ;
- CS Saint-Josse 12e club brabançon différent en D2 ;
- Patria FC Tongres 4e club lilbourgeois différent en D2 ;
- Wallonia Assocciation Namur (I) 2e club namurois différent en D2 ;